# Johannes Karl Schlageter
Johannes Karl Schlageter OFM (* 1937 als Karl Schlageter) ist ein deutscher Theologe.

## Leben
Karl Schlageter trat 1957 in die Thüringische Provinz des Franziskanerordens ein und wurde 1963 zum Priester geweiht. Er erhielt den Ordensnamen Johannes. In München wurde er 1970 mit einer Arbeit über Wilhelm von Ockham bei Heinrich Fries promoviert. Bis 1986 lehrte er dann als Dozent für Fundamentaltheologie an der PTH Münster. In den 1990er-Jahren gehörte er zu einer Franziskaner-Kommunität in Schmalkalden, wo er wissenschaftlich und seelsorglich tätig war. Heute lebt er im Franziskanerkloster St. Anna in München. Seine Forschungsschwerpunkte sind franziskanische Theologiegeschichte und Spiritualität sowie Franziskaner in der frühen Reformation.

## Schriften (Auswahl)
- Glaube und Kirche nach Wilhelm von Ockham. Eine fundamentaltheologische Analyse seiner kirchenpolitischen Schriften. 1975, OCLC 310730460 (zugleich Dissertation, München 1970).
- als Herausgeber: Das Heil der Armen und das Verderben der Reichen. Die Frage nach der höchsten Armut (= Franziskanische Forschungen. Band 34). Dietrich-Coelde-Verlag, Werl 1989, ISBN 3-87163-177-9.
- als Übersetzer: Petri Iohannis Olivi Expositio in Canticum canticorum. Kritische Edition von Olivis Hoheliedkommentar. Ed. Collegii S. Bonaventurae ad Claras Aquas, Grottaferrata 1999, ISBN 88-7013-174-2.
- Franziskanische Barocktheologie. Theologie der franziskanischen Thuringia im 17. und 18. Jahrhundert (= Quellen und Abhandlungen zur Geschichte der Abtei und Diözese Fulda. Band 24). Parzeller, Fulda 2008, ISBN 978-3-7900-0409-0.
- Die sächsischen Franziskaner und ihre theologische Auseinandersetzung mit der frühen deutschen Reformation (= Franziskanische Forschungen. Band 52). Aschendorff, Münster 2012, ISBN 978-3-402-18688-6.
- Franziskanische Philosophie und Theologie. Das Studienwesen der Fuldaer Ordensprovinz im 20. Jahrhundert (= Quellen und Abhandlungen zur Geschichte der Abtei und Diözese Fulda. Band 31). Parzeller, Fulda 2014, ISBN 978-3-7900-0480-9.

Cornelius Bohl, Bernd Schmies (Hrsg.): Vermittlungsversuche. Franziskanische Theologie in der Begegnung mit der frühen Reformation. Johannes Karl Schlageter zum 85. Geburtstag. (Franziskanische Forschungen, Band 55) Aschendorff, Münster 2022 (18 Aufsätze Schlageters, die um die Begegnung franziskanischer Theologie mit der frühen Reformation kreisen).